# シーラ・メロ
シーラ・メロ（Sheila Mello、1978年7月23日 - ）は、ブラジルのダンサー、女優 および モデル。

## 来歴
シーラは2002年1月号のブラジル版『プレイボーイ』で表紙を飾った。